# Het Grote Misschien
Het Grote Misschien (originele titel: Looking for Alaska) is een jeugdboek van de Amerikaanse auteur John Green. Het boek werd in maart 2005 uitgebracht door Dutton Books. De Nederlandse vertaling verscheen via Lemniscaat. Het boek bestaat uit twee delen, "Ervoor" en "Erna" ("Before" en "After"). Het boek won in 2006 de Michael L. Printz Award voor de beste Young Adult novel van het jaar.

## Verhaal

### Ervoor
Het hoofdpersonage is de zeventienjarige Miles Halter. Hij heeft op school weinig vrienden en is geobsedeerd door laatste woorden van bekende mensen. Hij gaat naar een kostschool in Alabama. Daar wordt hij door zijn kamergenoot gebombardeerd tot 'Prop', leert hij alles over roken, drinken en drugs en maakt hij zijn eerste echte vrienden. Ook wordt hij verliefd op schoolgenote Alaska Young.

### Erna
Op een avond in januari vraagt Alaska om hulp, omdat ze dringend het schoolterrein moet verlaten. Vervolgens komt ze om het leven bij een verkeersongeval. Miles probeert met zijn vrienden te achterhalen waarom Alaska plotseling had besloten te vertrekken en hoe ze om het leven was gekomen.

## Boekencensuur VS
Op sommige scholen, waaronder in Texas en Florida, is het boek sinds enkele jaren verboden. Het boek staat op de lijst met het vaakst verboden boeken in het schooljaar 2023-2024, opgesteld door PEN Amerika, op nummer 2 (97 keer).

## Verfilming
De rechten voor een verfilming zijn in 2005 verkocht aan Paramount Pictures. Er is verschillende keren geprobeerd om met verschillende schrijvers en regisseurs een film van de grond te krijgen, dit lukte echter niet. In 2018 werd bekend dat Hulu interesse had in een verfilming in de vorm van een achtdelige serie. Deze serie verscheen op 18 oktober 2019.